# Albin (święty)
Albin z Vercelli (żył w V wieku) – biskup Vercellli, święty chrześcijański.
Biskup Vercelli od roku 542. Znany z odbudowy katedry w Vercelli i wielu innych świątyń, zniszczonych przed 541 rokiem, w czasie najazdów Gotów i Hunów w północnej Italii południowej Galii. Zmarł prawdopodobnie w Lyonie.
W ikonografii przedstawiany jest w stroju biskupim z pastorałem. Jego atrybut to sakiewka nawiązująca do troski o ubogich i do zbierania środków na odbudowę zniszczonych świątyń.